# Mina drömmars stad

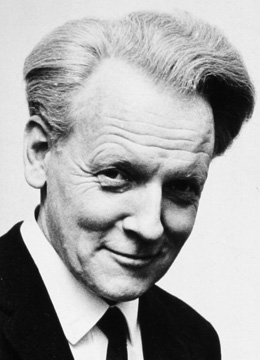
Romanens författare, Per Anders Fogelström.

Mina drömmars stad  är en roman från 1960 av Per Anders Fogelström, som utspelar sig mellan åren 1860 och 1880 i arbetarstadsdelen Södermalm i Stockholm. Den utgör första delen i Fogelströms romanserie "Stad", som skildrar livet och vardagen bland Stockholms arbetare. I Mina drömmars stad får man följa den unge Henning, som flyttar in till Stockholm 1860. I de följande böckerna i "Stadserien" får man följa hans ättlingar under det kommande århundradet. Del två är Barn av sin stad från 1962. Karaktärer från bokserien har idag gett namn till gator i området som böckerna utspelar sig i.
År 2004 kom titeln ut som ljudbok med Helge Skoog som uppläsare.

## Citat
| ”                       | Till exempel kämpade de helhjärtat för minimala löneförhöjningar, vilka de sedan söp upp då löningen dök upp. Sumprunkare blev han sedan han lärt känna Tummen, som senare kom att bli hans bästa vän och vägledare i det grymma stadslivet. | „ |
| – Per Anders Fogelström | |   |

## Uppföljare
Boken Mina drömmars stad följs av Barn av sin stad (1962), Minns du den stad (1964), I en förvandlad stad (1966) och Stad i världen (1968).
Senare skrev Fogelström "Barnserien" som utspelar sig 100 år tidigare. I den sista boken i den serien, Vita bergens barn från 1987, knyts serierna samman i och med att en del av de personer som är vuxna i boken Mina drömmars stad, skildras som barn och unga i Vita bergens barn.

## Adaptioner
Filmen Mina drömmars stad från 1976, med Eddie Axberg i huvudrollen, baseras på denna roman.